# ホテル・インヒューマンズ
『ホテル・インヒューマンズ』（HOTEL INHUMANS）は、田島青（たじま・あお）による日本の漫画作品。漫画配信サイトおよびアプリ『サンデーうぇぶり』（小学館）にて、2021年6月12日より連載中（隔週土曜日更新）。

## あらすじ
「インヒューマンズ」とは「人非ざる者」のこと。
日本の某所にあるホテル「ホテル・イン・ヒューマンズ」（作品名と違い「イン」と「ヒューマンズ」の間に「・」が入る）。一見普通のホテルであるこの場所は、殺し屋を稼業とする人々が客として訪れる、いわゆる「殺し屋専用」のホテルである。
ここで働くコンシェルジュの灰咲沙羅（はいざき さら）と星生朗（ほし いくろう）は、一般的なホテルとしてのサービスとは別に、武器の手配、身元詐称、死体処理など、客のいかなる依頼や要望にも応える特殊なサービスを提供している。
本作では、そんな「決してNOと言わない」コンシェルジュの二人と殺し屋たちとの様々な人間模様が描かれる。

## 登場人物
声の項はテレビアニメ版の声優。

### ホテル関係者
星 生朗（ほし いくろう）
声 - 小林裕介
漫画版第1話の時点で、勤務１年に満たない「ホテル・イン・ヒューマンズ」のコンシェルジュ。
二十代前半の青年。やや垂れ目で茶色い髪に前髪を一房のみ垂らしたオールバックに上着なしのサスペンダー姿が仕事時のスタイル。プライベート時は普通に髪を下ろし、パーカーなど地味な服装をしている。相手を問い詰める時などに眼鏡をかける事がある。趣味は音楽鑑賞と料理。ピアノ演奏も嗜む。一人暮らし。

灰咲 沙羅（はいざき さら）
声 - 白浜灯奈乃
「ホテル・イン・ヒューマンズ」のコンシェルジュ。
星より上の立場。
金髪で腰まである長い髪を後ろで1本に縛り、ナイフが仕込まれた髪留めをつけている。
年齢は不詳。若くポーカーフェイス。普段はあまり表情を変える事はないが、稀に微笑む。
趣味は漫才鑑賞。
相手が複数で銃を所持・使用していても一人で対応、制圧する実力者。

ドクター
ホテル専属の医師。初対面の相手に解剖許可証へのサインを求める癖がある。
ロイ・マードック
アイルランド出身。趣味は登山。ホテルのモニター室で働く男性。元殺し屋。
泉子（いずみこ）
ホテル内でテーラーを営む女性。衣食住が人をたらしめるの信念をもち、お客様相手にも自腹で高額の素材の服を仕立てる。
従業員たちの制服はもちろん、私服まで本人の意思を無視して仕立てようとする。
中田 律（なかた りつ）
ホテルの情報収集など裏の部分を担当する「蜘蛛」の一人。仕事柄ホテルの外での活動が多い。
桐原 シバ（きりはら シバ）
通称コシバ。ロンドンの同系列のホテルから帰国したコンシェルジュ。職歴は生朗より長いが面識はなかった。
プライベート及び情報収集などにおける移動手段は主にバイクを使うが、乗用車によるお客様の送迎も担当する。
昔から沙羅を慕っており、後をついて回る姿が小さな柴犬を連想させるので「コシバ」というあだ名がついた。初対面時から生朗を、性格が甘いと嫌う。

### 殺し屋
作中では一般社会を「表」、殺し屋としての社会を「裏」と表現している。
シャオ・リー
声 - 内山昂輝
中華人民共和国出身の二十代後半の青年。幼い頃に妹とともに組織に売られ、妹を人質に取られる形で殺し屋となる。
加瀬 俊哉（かせ としや）
声 - 山下誠一郎
公私共に完璧を求める男性。表の顔は出張の多いサラリーマン。
職場の上司だった女性と結婚して10年経つが、彼女は彼の裏の顔を知らない。
ニナ
声 - 白石晴香
幼少時より感情を知らずに殺し屋として組織に育てられた女性。名前は27番目から。
長谷川 伊織（はせがわ いおり）
6年前、交通事故に遭いかけた女性を助けた際記憶喪失となった男性。ホテルから身に覚えのない招待状を受け取り、記憶が戻るかもと思い訪れる。
リンゴ・アデール
とても明るいフランス育ちの少女。不治の病にかかり余命いくばくもない。
最期の晩餐として日本好きだった彼女の師匠が遺したミソ・スープを所望する。ヒントは彼女の名前。
チェタナ・ダニカ
コンビで仕事をこなす女性二人組。チェタナは依頼人との交渉及び仕事遂行中の観測担当、ダニカが銃での狙撃を行う。ターゲットは主に人身売買のブローカーなど。
杉村 篤彦（すぎむら あつひこ）
20年前ホテルを利用していたが既に引退していたのか、それ以降の利用履歴はなかった高齢男性。しかし年齢のためか認知症となり殺し屋として再び訪れる。
表の世界で結婚した女性との間に娘がいる。
与田 昴（よだ すばる）
ターゲットに近づく為、その息子の通う学校に潜入した少年。目的のために生朗にピアノの手ほどきを受ける。
エミリア・ヒューズ
ダックスフンドを我が子同然に可愛がり連れ歩く高齢のイギリス人女性。
愛犬が行方不明になった際は取り乱していた。
岸 廉太郎（きし れんたろう）
男性。仕事後初めてホテルを利用後、生朗たちに見守られホテル内のチャペルで命を落とす。
関谷 真弥（せきや まや）
表の顔は夕方のラジオ番組のパーソナリティーを務める女性。通勤途中の電車内でゲスト相手の話題に合わせるための読書を欠かさない。密かな野望は朝の番組を担当すること。
裏の仕事は遅効性の毒を使う。ターゲットは幼児愛好者のみ。
浅見 諒太（あさみ りょうた）
男性。何度も仕事をこなしていたが、子供がターゲットとなった事で自分の仕事に疑問を持ち失敗、組織に追われる事となる。
追いつめられた倉庫で、救出にきた沙羅に娘千聖（ちさと）を託そうとした。
松来 満留（まつき みつる）
病気に倒れた女性。死期を悟り、自分の死後一人残されてしまう妹光留（ひかる）の心のケアをホテルにダイイングサービスとして依頼する。
長田（ながた）
ホテルで息を引き取った男性。高額の遺産を三分割し、指定の福祉施設への寄付をホテルに依頼した。
早川（はやかわ）
千石大学の写真サークルの部長の男性。ターゲットに大量の睡眠薬を飲ませる手法を取る。
庄司 由紀夫（しょうじ ゆきお）
非常に腰が低い男性。仕事が終わりホテルに宿泊すると部屋にこもって小説を執筆し、生朗はいつもその内容を楽しみにしている。
数ヶ月単位での仕事を主とし、ターゲットの内側から毒で仕留める手法を取る。
安代 薫（あじろ かおる）
同業者からも嫌われる手段・手法を取る女性。常に命を狙われるため、避難場所としてホテルを常時利用している。
潘 洋平（ばん ようへい）・鳴海（なるみ）
親子で父親は殺し屋だが、最近所属した組織が解体した。
息子は幼い頃から父親から殺し屋になるべく育てられたが、父の勧めで初めて中学校から学校に通い出す。その一方で殺し屋デビューを控え沙羅に鍛えられる。
柳本 あき（やなもと あき）・津村 博人（つむら ひろと）
中学時代からの付き合いという男女の二人組。表の仕事は長続きせず、作中ではインターネットカフェの店員をしている。

### その他の登場人物
空島 実歌（そらしま みか）
生朗の育ての親であり元殺し屋。生朗の両親を殺した際、赤ん坊だった彼を殺せずに引き取り引退。女手一つで彼を育て上げる。
生朗の20歳の誕生日を数日後に控えた雨の日、何者かに刺殺される。
由・央（ゆう・おう）
ホテルからグレー・ライノ(灰色のサイ)と呼ばれる「殺し屋相手の殺し屋」。
由が女性、央が男性の二十代の双子。

## 制作背景
本作のストーリーについて作者の田島は元々、担当との打ち合わせで一般のホテルを舞台にした群像劇を考えていたが、その時担当からホテルと殺し屋という組み合わせを提案され、「華やかなホテルと死という異なるモチーフが面白そう」だと思い、そこから話が始まったと述べている。

## 反響・評価
サンデーうぇぶりでは連載開始時より読者から好評を博していた作品であり、2023年3月に本作の第2話および第3話が作者自身のXアカウントに投稿された際には1.6万以上の「いいね」が寄せられたほか、同年11月の単行本第7巻刊行時には作家の伊坂幸太郎より推薦コメントが寄せられている。

## 書誌情報
- 田島青『ホテル・インヒューマンズ』小学館〈サンデーうぇぶり少年サンデーコミックス〉、既刊11巻（2025年6月30日現在）
  1. 2021年10月12日発売[9][7]、ISBN 978-4-09-850661-3
  2. 2022年3月11日発売[10]、ISBN 978-4-09-851021-4
  3. 2022年7月12日発売[11]、ISBN 978-4-09-851182-2
  4. 2022年11月10日発売[12]、ISBN 978-4-09-851382-6
  5. 2023年3月10日発売[13]、ISBN 978-4-09-851780-0
  6. 2023年7月12日発売[14]、ISBN 978-4-09-852534-8
  7. 2023年11月10日発売[8][15]、ISBN 978-4-09-853010-6
  8. 2024年4月12日発売[16]、ISBN 978-4-09-853198-1
  9. 2024年11月19日発売[17]、ISBN 978-4-09-853590-3
  10. 2025年3月12日発売[18]、ISBN 978-4-09-853857-7
  11. 2025年6月30日発売[19]、ISBN 978-4-09-854160-7

## テレビアニメ
2024年11月8日に本作のテレビアニメ化が発表された。2025年7月よりテレビ東京系列ほかにて放送中。

### スタッフ
- 原作 - 田島青[22]
- 監督 - アミノテツロ[22]
- シリーズ構成 - 米村正二[22]
- キャラクターデザイン - 藤崎真吾[22]
- プロップデザイン - きむらひでふみ[21]
- ガンアクションアドバイザー - 細川雅人
- 美術監督 - 海野よしみ[21]
- 美術設定 - 長澤順子[21]
- 色彩設計 - 村口冬仁[21]
- 撮影監督 - 貞松寿幸[21]
- 編集 - 今井大介[21]
- 音響監督 - 山田陽[4]
- 音響効果 - 三井友和
- 音響制作 - サウンドチーム・ドンファン
- 音楽 - 小春（チャラン・ポ・ランタン）[4]
- 音楽制作 - テレビ東京ミュージック[21]
- 音楽プロデューサー - 高岩秀明
- プロデューサー - 山内未來、村上春奈、齋藤傑、中山浩太郎
- アニメーションプロデューサー - 飯島弘志、末吉章
- アニメーション制作 - ブリッジ[22]
- 製作 - ホテル・インヒューマンズ製作委員会

### 主題歌
「ミスター・ムーンライト」
imaseによるオープニングテーマ。作詞・作曲はimase、編曲は久保田真悟。
「Merry Go Round」
NOAによるエンディングテーマ。作詞はSunnyとNOA、作曲・編曲はUTAとSunnyとNOA。
「仮面の答え」
ブレインストーミング（チャラン・ポ・ランタン with 安冨花梨・大矢華音・近坂のい・吉田野乃・福田陽菜）による第4話の挿入歌。作詞・作曲は小春（チャラン・ポ・ランタン）。

### 各話リスト
| 話数       | サブタイトル          | 脚本     | 絵コンテ     | 演出     | 作画監督                                   | 総作画監督 | 初放送日      |
| ---------- | --------------------- | -------- | ------------ | -------- | ------------------------------------------ | ---------- | ------------- |
| request 1. | シスター・シスター    | 米村正二 | アミノテツロ | 玉川陽莉 | 瀧澤茉夕 樊如军 刘沂 樊如雷 藤優子         | 渡辺健一   | 2025年 7月6日 |
| request 2. | ダイイング・サービス1 | 米村正二 | アミノテツロ | 髙山智也 | 藤崎真吾 寺田せな                          | 藤崎真吾   | 7月13日       |
| request 3. | ダイイング・サービス2 | 米村正二 | アミノテツロ | 髙山智也 | 藤崎真吾 寺田せな                          | 藤崎真吾   | 7月21日       |
| request 4. | コープス・リバイバー  | 米村正二 | アミノテツロ | 駒井克行 | 瀧澤茉夕 樊如军 刘沂 王海龙 江永 樊如雷    | 渡辺健一   | 7月27日       |
| request 5. | リメンバー・ミー      | 米村正二 | アミノテツロ | 又野弘道 | 飯飼一幸 田之上慎 松下清志 齊藤香織 朴乾河 | 長尾浩生   | 8月3日        |
| request 6. | 最後の晩餐1           | 米村正二 | アミノテツロ | 髙山智也 | 藤崎真吾 寺田せな                          | 藤崎真吾   | 8月11日       |
| request 7. | 最後の晩餐2           | 米村正二 | アミノテツロ | 髙山智也 | 藤崎真吾 寺田せな                          | 藤崎真吾   | 8月17日       |

### 放送局
| 放送期間        | 放送時間                     | 放送局                               | 対象地域                                                  | 備考                                 |
| --------------- | ---------------------------- | ------------------------------------ | --------------------------------------------------------- | ------------------------------------ |
| 2025年7月6日 -  | 日曜 23:45 - 月曜 0:15       | テレビ東京（製作参加） ほか系列全6局 | 北海道・関東広域圏・愛知県 大阪府・岡山県・香川県・福岡県 | 字幕放送 / 解説放送                  |
| 2025年7月7日 -  | 月曜 0:30 - 1:00（日曜深夜） | BSテレ東                             | 日本全域                                                  | BS/BS4K放送 / 字幕放送               |
| 2025年7月10日 - | 木曜 21:00 - 21:30           | AT-X                                 | 日本全域                                                  | CS放送 / 字幕放送 / リピート放送あり |
| 2025年7月19日 - | 土曜 1:23 - 1:53（金曜深夜） | テレビユー山形                       | 山形県                                                    |                                      |
| 2025年7月29日 - | 火曜 1:30 - 2:00（月曜深夜） | 北陸放送                             | 石川県                                                    | [ 29 ]                               |

| 配信開始日    | 配信時間                           | 配信サイト | 備考         |
| ------------- | ---------------------------------- | --- | ------------ |
| 2025年7月7日  | 月曜 0:15（日曜深夜） 以降順次更新 | dアニメストア DMM TV U-NEXT アニメ放題 ABEMA Lemino Amazon Prime Video Hulu FOD TELASA J:COM STREAM Pontaパス milplus AnimeFesta HAPPY!動画 ニコニコチャンネル |              |
|               | 月曜 0:30（日曜深夜） 更新         | バンダイチャンネル |              |
|               | 月曜 0:30 - 1:00（日曜深夜）       | ニコニコ生放送 |              |
| 2025年9月29日 | 月曜 0:15（日曜深夜） 配信開始     | ビデオマーケット カンテレドーガ music.jp | 全話一挙配信 |

### BD
| 巻 | 発売日             | 収録話         | 規格品番  |
| -- | ------------------ | -------------- | --------- |
| 1  | 2025年11月26日予定 | 第1話 - 第6話  | DMPXA-454 |
| 2  | 2025年12月24日予定 | 第7話 - 第13話 | DMPXA-455 |

| テレビ東京系列 日曜 23:45 - 月曜 0:15     | テレビ東京系列 日曜 23:45 - 月曜 0:15        | テレビ東京系列 日曜 23:45 - 月曜 0:15 |
| 前番組                                    | 番組名                                       | 次番組                                |
| ----------------------------------------- | -------------------------------------------- | ------------------------------------- |
| LAZARUS ラザロ （2025年4月5日 - 6月29日） | ホテル・インヒューマンズ （2025年7月6日 - ） | -                                     |